# 内藤元栄
内藤 元栄（ないとう もとひで）は、戦国時代から江戸時代にかけての武将。安芸国の戦国大名である毛利氏の家臣。実務官僚として重用され、毛利元就、輝元、秀就に仕えた。

## 生涯
享禄3年（1530年）、安芸国中郡衆である安芸内藤氏の一族であった内藤元方の子として生まれる。
元栄が生まれたのは、南北朝時代の安芸内藤氏当主である内藤泰廉の子・廉行が分家してできた庶子家であり、元栄と同じく毛利氏に仕えた内藤元泰は同族である。
天正13年（1585年）の四国攻めでは輝元の命を受けて、伊予国へ出陣する。
天正15年（1587年）から天正18年（1590年）にかけて毛利氏領国で行われた惣国検地では、穂井田元清、福原広俊、渡辺長、安国寺恵瓊、佐世元嘉、二宮就辰、林就長と共に打渡奉行を務めた。
慶長10年（1605年）12月14日、同年の五郎太石事件の後に毛利氏家臣団や有力寺社の総勢820名が連署して毛利氏への忠誠や様々な取り決めを記した連署起請文において、26番目に「内藤河内守」と署名している。
慶長17年（1612年）1月3日、嫡男の元勝に知行を譲ることを輝元と秀就に許可された。
元和8年（1622年）4月25日に93歳で死去した。元栄の嫡男である元勝が元栄の跡を継ぎ、後に元勝の子である内藤就久は、嫡子のなかった本家の内藤広泰の養子となった。